# 1335 год
1335 (ты́сяча три́ста три́дцать пя́тый) год  по юлианскому календарю — невисокосный год, начинающийся в воскресенье. Это 1335 год нашей эры, 5‑й год 4‑го десятилетия XIV века 2‑го тысячелетия, 6‑й год 1330‑х годов. Он закончился 690 лет назад.
| Пн | Вт | Ср | Чт | Пт | Сб | Вс |
|    |    |    |    |    |    | 1  |
| 2  | 3  | 4  | 5  | 6  | 7  | 8  |
| 9  | 10 | 11 | 12 | 13 | 14 | 15 |
| 16 | 17 | 18 | 19 | 20 | 21 | 22 |
| 23 | 24 | 25 | 26 | 27 | 28 | 29 |
| 30 | 31 |    |    |    |    |    |

| Пн | Вт | Ср | Чт | Пт | Сб | Вс |
|    |    | 1  | 2  | 3  | 4  | 5  |
| 6  | 7  | 8  | 9  | 10 | 11 | 12 |
| 13 | 14 | 15 | 16 | 17 | 18 | 19 |
| 20 | 21 | 22 | 23 | 24 | 25 | 26 |
| 27 | 28 |    |    |    |    |    |

| Пн | Вт | Ср | Чт | Пт | Сб | Вс |
|    |    | 1  | 2  | 3  | 4  | 5  |
| 6  | 7  | 8  | 9  | 10 | 11 | 12 |
| 13 | 14 | 15 | 16 | 17 | 18 | 19 |
| 20 | 21 | 22 | 23 | 24 | 25 | 26 |
| 27 | 28 | 29 | 30 | 31 |    |    |

| Пн | Вт | Ср | Чт | Пт | Сб | Вс |
|    |    |    |    |    | 1  | 2  |
| 3  | 4  | 5  | 6  | 7  | 8  | 9  |
| 10 | 11 | 12 | 13 | 14 | 15 | 16 |
| 17 | 18 | 19 | 20 | 21 | 22 | 23 |
| 24 | 25 | 26 | 27 | 28 | 29 | 30 |

| Пн | Вт | Ср | Чт | Пт | Сб | Вс |
| 1  | 2  | 3  | 4  | 5  | 6  | 7  |
| 8  | 9  | 10 | 11 | 12 | 13 | 14 |
| 15 | 16 | 17 | 18 | 19 | 20 | 21 |
| 22 | 23 | 24 | 25 | 26 | 27 | 28 |
| 29 | 30 | 31 |    |    |    |    |

| Пн | Вт | Ср | Чт | Пт | Сб | Вс |
|    |    |    | 1  | 2  | 3  | 4  |
| 5  | 6  | 7  | 8  | 9  | 10 | 11 |
| 12 | 13 | 14 | 15 | 16 | 17 | 18 |
| 19 | 20 | 21 | 22 | 23 | 24 | 25 |
| 26 | 27 | 28 | 29 | 30 |    |    |

| Пн | Вт | Ср | Чт | Пт | Сб | Вс |
|    |    |    |    |    | 1  | 2  |
| 3  | 4  | 5  | 6  | 7  | 8  | 9  |
| 10 | 11 | 12 | 13 | 14 | 15 | 16 |
| 17 | 18 | 19 | 20 | 21 | 22 | 23 |
| 24 | 25 | 26 | 27 | 28 | 29 | 30 |
| 31 |    |    |    |    |    |    |

| Пн | Вт | Ср | Чт | Пт | Сб | Вс |
|    | 1  | 2  | 3  | 4  | 5  | 6  |
| 7  | 8  | 9  | 10 | 11 | 12 | 13 |
| 14 | 15 | 16 | 17 | 18 | 19 | 20 |
| 21 | 22 | 23 | 24 | 25 | 26 | 27 |
| 28 | 29 | 30 | 31 |    |    |    |

| Пн | Вт | Ср | Чт | Пт | Сб | Вс |
|    |    |    |    | 1  | 2  | 3  |
| 4  | 5  | 6  | 7  | 8  | 9  | 10 |
| 11 | 12 | 13 | 14 | 15 | 16 | 17 |
| 18 | 19 | 20 | 21 | 22 | 23 | 24 |
| 25 | 26 | 27 | 28 | 29 | 30 |    |

| Пн | Вт | Ср | Чт | Пт | Сб | Вс |
|    |    |    |    |    |    | 1  |
| 2  | 3  | 4  | 5  | 6  | 7  | 8  |
| 9  | 10 | 11 | 12 | 13 | 14 | 15 |
| 16 | 17 | 18 | 19 | 20 | 21 | 22 |
| 23 | 24 | 25 | 26 | 27 | 28 | 29 |
| 30 | 31 |    |    |    |    |    |

| Пн | Вт | Ср | Чт | Пт | Сб | Вс |
|    |    | 1  | 2  | 3  | 4  | 5  |
| 6  | 7  | 8  | 9  | 10 | 11 | 12 |
| 13 | 14 | 15 | 16 | 17 | 18 | 19 |
| 20 | 21 | 22 | 23 | 24 | 25 | 26 |
| 27 | 28 | 29 | 30 |    |    |    |

| Пн | Вт | Ср | Чт | Пт | Сб | Вс |
|    |    |    |    | 1  | 2  | 3  |
| 4  | 5  | 6  | 7  | 8  | 9  | 10 |
| 11 | 12 | 13 | 14 | 15 | 16 | 17 |
| 18 | 19 | 20 | 21 | 22 | 23 | 24 |
| 25 | 26 | 27 | 28 | 29 | 30 | 31 |

## События
- 1331—1337 — Эльцская вражда. Военное противостояние между 21 имперским министериалом с Мозеля и архиепископом Трирским Балдуином[1].
- 1332—1357 — Вторая война за независимость Шотландии[2].
  - 30 июля — битва при Берроу Мюре: Джон Рэндольф, 3-й граф Морей побеждает Ги II Намюрского в Шотландии.
  - 30 ноября — битва при Калблиане: силы Давида II во главе с Эндрю Мюрреем побеждают силы Эдуарда Баллиоля во главе с Давидом Стрэтбоги (который погибает в битве) в Шотландии.

- 1335—1444 — Княжество Берат в Албании создано деспотом Андреа II Музаки.

- 1335—1432 — образовалось государство Джалаиридов.
- 1335—1357 — образовалось государство Чобанидов.
- 2 мая — герцог Австрии Оттон Весёлый становится герцогом Каринтии.
- 5 мая — в Европе к австрийским Габсбургам переходят герцогство Каринтия, Крайняя марка и «Вендская марка»[3].
- 5 июля — битва у горы Минтрион: трапезундский император Василий Великий Комнин побеждает армию огузского шейха Хасана.
- Октябрь — по мирному договору, заключённому в городе Вишеград (Венгрия), богемский король Ян Люксембургский, в обмен на денежную компенсацию и сюзеренитет над Силезией, отказывается от претензий на польский престол в пользу Казимира III Польского. Монархи, а также выступивший посредником на переговорах король Венгрии и Хорватии Карл Роберт, договариваются обеспечивать безопасность на торговых путях, связывающих их государства[4] и образовать союз против Габсбургов.
- В Шведском королевстве окончательно отменяется рабство[5].
- В Генуе гибеллины восстали и выгнали из города гвельфов.
- Маринидский правитель Марокко Абу-ль-Хасан вторгается в центральный Магриб и осаждает столицу Абдальвадидов Тлемсен[6].
- Мечеть ан-Насира Мухаммеда в Цитадели Каира, построенная по приказу султана Ан-Насира Мухаммеда в 1318 году, значительно перестроена, в частности, увеличена высота здания, над максурой воздвигнут купол[7].
- Георгий V Брцкинвале сумел освободить Грузию от монголов.
- Основан бейлик Эретна (1335-1381/1398).

### Золотая Орда
- 1319—1336 — Войны Джучидов и Хулагуидов[8].
  - Осень — ильхан Абу-Саид собрал силы для нанесения упреждающего удара по владениям Узбека, но по дороге он умер в Арране, и поход не состоялся[8].
- После смерти ильхана Абу Саида в государстве Хулагуидов начинаются междоусобные войны. На западе власть сохраняли монгольские правители, тогда как на востоке она перешла к персам. Сторонники визиря Гийас ад-Дина провозглашают ильханом Арпа, потомка Ариг-буги; противоборствующая группа во главе с эмиром Али-падшахом выдвигает Мусу, внука ильхана Байду[9].
- Вторжение в Ширван и Арран золотоордынских войск Узбек-хана.

### Япония
- Реставрация Кэмму в Японии:
  - Июнь — служба безопасности императора Го-Дайго раскрывает подготовку государственного переворота под руководством аристократа Сайондзи Кинмунэ.
  - Июль — на востоке страны происходит восстание участников ликвидированного сёгуната Камакура во главе с Ходзё Такаюки, которому удалось захватить город Камакура.
  - Сентябрь — Асикага Такаудзи самовольно отправляется с войском на восток и освобождает Камакура. Он игнорирует приказ императора вернуться к Киото и в декабре того же года восстаёт против действующего режима.
  - С основанием Асикага Такаудзи бакуфу (ставка, также — правительство сёгуна) в Японии начинается эпоха «северного и южного дворов» — двух правительств (1335—1392). У обоих лагерей имеются свои собственные императоры.

## Русь
Правление: 1328—1340 — Иван Данилович Калита
- 16 февраля — Иван Калита приезжает в Великий Новгород. При нём архиепископ Василий Калика закладывает две церкви: Богородицы в Зверинце и Воскресения в Деревянице, а также каменный острог[10].
- Иван Калита намеревался идти на Псков, однако по совету новгородцев откладывает поход[10].
- Набег литовского князя Гедимина на Торжок (см. 1225, 1245, 1258, 1372)[11].
- В ответ на литовский набег на Торжок и Новоторжскую волость Иван Калита посылает войска, которые сжигают литовское пограничные города: Осечен и Рясну и "иных городов много"[10].
- Весна — Иван Калита возвращается в Москву и приглашает с собой "на честь" новгородского владыку Василия Калика, посадника, тысяцкого и новгородских "лучших" бояр[10].
- Митрополит Феогност поставил новым епископом Черниговским — Иоанна (вместо Павла назначенного в 1332 году)[12].
- На службу Государю выехали родоначальники дворянских родов: Плещеевы, Игнатьевы (графы Игнатьевы) и Жеребцовы[13].
- Около 1335 — рядом с пещерами вырытыми Дионисием (между 1328 и 1330) построена деревянная церковь Вознесения Господня и образована общежительная обитель (сов. Печерский Вознесенский монастырь)[14].

## Начало правления
См.также: Список глав государств в 1335 году
- 1335—1341 — Дитрих фон Альтенбург становится великим магистром Тевтонского ордена.

## Наука и искусство
- Один из крупнейших писателей средневековой Испании, Хуан Мануэль завершает книгу «Граф Луканор».
- Выходит «Собрание по алфавитному порядку всех предметов, содержащихся в священных и божественных канонах» или «Алфавитная синтагма» Матфея Властаря.

## Родились
- 11 октября — Ли Сонге, основатель династии Ли, король корейского государства с 1392 года.
- Франческо Датини — знатный итальянский купец и финансист.
- Марко Мрнявчевич (Королевич Марко) — сын сербского короля Вукашина, наследовавший отцу после его гибели в битве с османами в 1371 году. Как и другие мелкие сербские и болгарские властители, Марко платил турецкому султану дань. Впоследствии он был изгнан из сербских пределов князем Лазарем Хребеляновичем. В сербском эпосе, где ему посвящено множество былин и героических песен, Марко-Королевич играет видную роль, везде являясь защитником сербского народа против осман, с которыми он то воюет, то ведёт дружбу.

## Скончались
- 2 апреля — Генрих Хорутанский (род. 1265), король Богемии (август-сентябрь 1306 года (1-й раз), и август 1307 по декабрь 1310 года).
- 2 апреля — Жан II Намюрский (род. 1311), французский дворянин, маркграф Намюра (с 1330).
- 18 апреля — Лютер (Лотарь) Брауншвейгский (род. 1275), 18-й великий магистр Тевтонского ордена (с 1331).
- 22 сентября — Гульельмо Токко, основатель итальянской династии Токко, губернатор острова Корфу (Греция).
- 18 октября — Эльжбета Рыкса (род. 1286), вторая жена чешского короля Вацлава II, королева-консорт Чехии, после смерти Вацлава II и его пасынка Вацлава III, жена Рудольфа I, занявшего чешский престол. Её имя при рождении было «Рыкса», имя «Эльжбета» она приняла после первого замужества.
- 9 ноября — Халифэ, суфийский шейх, идеолог движения сербедаров[15].
- 24 ноября — Генрих VI Добрый, князь Вроцлавский (Польша) (с 1296) [16].
- 30 ноября — Абу Саид Бахадур-хан (род.1305), девятый ильхан государства Хулагуидов (с 1317). После его смерти не осталось наследника и начался распад государства.
- Захария Михайлович — новгородский посадник (1332). В том же году, после прихода в Новгородскую землю князя Ивана Калиты, лишился посадничества.
- Иоанн II Орсини — также известный как Иоанн Комнин Дука, царь Эпира (с 1323).
- Мария д'Эврё (род. 1303) — французская дворянка, внучка короля Филиппа III Смелого, (с 1312) герцогиня Брабанта.